# Tanjung Selamat (Kampung Rakyat)
Tanjung Selamat is een bestuurslaag in het regentschap Labuhan Batu Selatan van de provincie Noord-Sumatra, Indonesië. Tanjung Selamat telt 3123 inwoners (volkstelling 2010).